# Liste der Biografien/Hanc
Liste der Biografien |
Portal Biografien |
Personensuche
# |
A |
B |
C |
D |
E |
F |
G |
H |
I |
J |
K |
L |
M |
N |
O |
P |
Q |
R |
S |
T |
U |
V |
W |
X |
Y |
Z |
?
 
Ha |
Hd |
He |
Hi |
Hj |
Hk |
Hl |
Hm |
Hn |
Ho |
Hr |
Hs |
Ht |
Hu |
Hv |
Hw |
Hy
 
Haa |
Hab |
Hac |
Had |
Hae–Haf |
Hag |
Hah |
Hai |
Haj |
Hak |
Hal |
Ham |
Han |
Hao |
Hap |
Haq |
Har |
Has |
Hat |
Hau |
Hav |
Haw |
Hax |
Hay |
Haz
 
Hana |
Hanb |
Hanc |
Hand |
Hane |
Hanf |
Hang |
Hanh |
Hani |
Hanj |
Hank |
Hanl |
Hanm |
Hann |
Hano |
Hanp |
Hanq |
Hanr |
Hans |
Hant |
Hanu |
Hanv |
Hanw |
Hanx |
Hany |
Hanz
Die Liste der Biografien führt alle Personen auf, die in der deutschsprachigen Wikipedia einen Artikel haben. Dieses ist eine Teilliste mit 80 Einträgen von Personen, deren Namen mit den Buchstaben „Hanc“ beginnt.

## Hanc
- Hanč, Bohumil (1886–1913), tschechischer Skilangläufer
- Hanč, Jan (1916–1963), tschechischer Athlet und Schriftsteller
- Hanč, Oldřich (1915–1989), tschechoslowakischer Eisschnellläufer, Pharmakologe und Biochemiker

### Hanca
- Hančar, Franz (1893–1968), österreichischer Prähistoriker

### Hance
- Hance, Kent (* 1942), US-amerikanischer Politiker
- Hance, Kimmi (* 2003), US-amerikanische Tennisspielerin

### Hanch
- Hanchard, Kevin (* 1974), kanadischer Schauspieler in Film, Fernsehen und TheaterKevin Hanchard (* 1974)

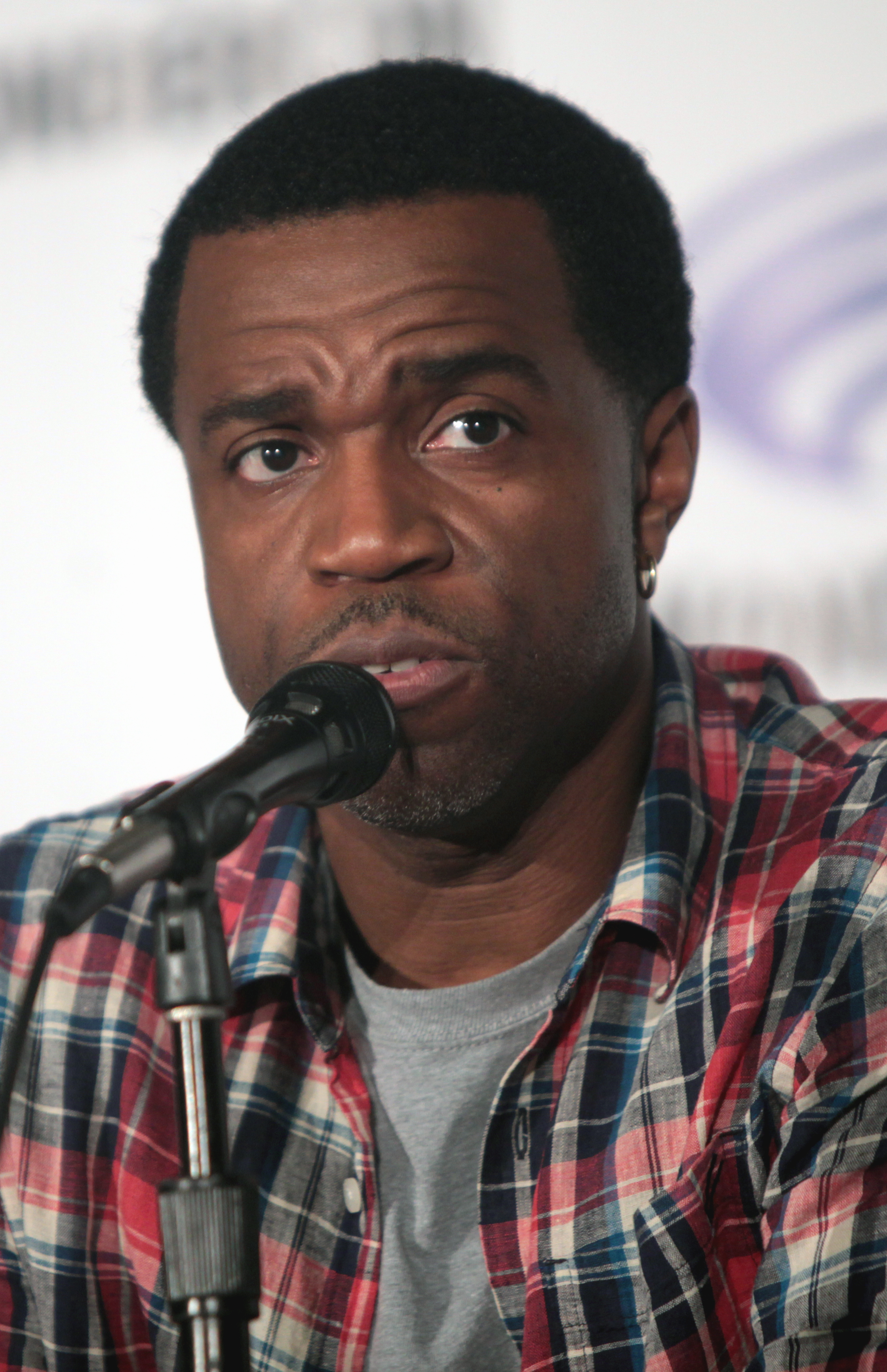
Kevin Hanchard (* 1974)

- Hanche-Olsen, Andreas (* 1997), norwegischer Fußballspieler
- Hänchen, Ernst, deutscher Politiker (SPD)
- Hänchen, Hermann (* 1898), deutscher Diskuswerfer
- Hänchen, Hilda (1919–2013), deutsche Physikerin
- Hanchett, Luther (1825–1862), US-amerikanischer Politiker
- Hanchon, Donald Francis (* 1947), US-amerikanischer römisch-katholischer Geistlicher, Weihbischof in Detroit
- Hanchrow, Joe (1935–2017), US-amerikanischer Jazzmusiker

### Hanci
- Hancı, Münevver (* 2001), türkische Speerwerferin
- Hancisse, Thierry (* 1962), belgischer Filmschauspieler, Theaterschauspieler und -regisseur und französischer Synchronsprecher

### Hanck
- Hanck, Henriette (1807–1846), dänische Schriftstellerin
- Hanck, Swantje, deutsche Verlagslektorin und Verlegerin
- Hancke, Albrecht von (1924–2017), deutscher Maler, Zeichner und Hochschullehrer
- Hancke, Edith (1928–2015), deutsche Schauspielerin und Synchronsprecherin
- Hancke, Erhard (* 1941), deutscher Radrennfahrer
- Hancke, Erich (1871–1954), deutscher Kunstschriftsteller und Maler
- Hancke, Gottfried Benjamin, schlesischer lyrischer Dichter der Barockzeit
- Hancke, Hansjochen (* 1935), deutscher Rechtswissenschaftler und Bibliothekar
- Hancke, Johannes (1644–1713), Theologe und Mathematiker; Autor; Mitglied des Jesuitenordens
- Hancke, Kurt (1911–1941), deutscher Germanist, Schriftsteller, SS-Hauptsturmführer und Referent im SD-Hauptamt
- Hancke, Kurt Hanns (1887–1971), deutscher Maler und Restaurator
- Hancke, Oswald (1840–1906), deutscher Schriftsteller und Schauspieler
- Hancke, Søren (* 1939), dänischer Segler
- Hanckes, Carl Friedrich (1829–1891), deutscher Wasserbauingenieur und Baubeamter, Hafenbaudirektor in Bremerhaven
- Hancko, Branislav (* 1987), slowakischer Fußballschiedsrichterassistent
- Hancko, Dávid (* 1997), slowakischer FußballspielerDávid Hancko (* 1997)

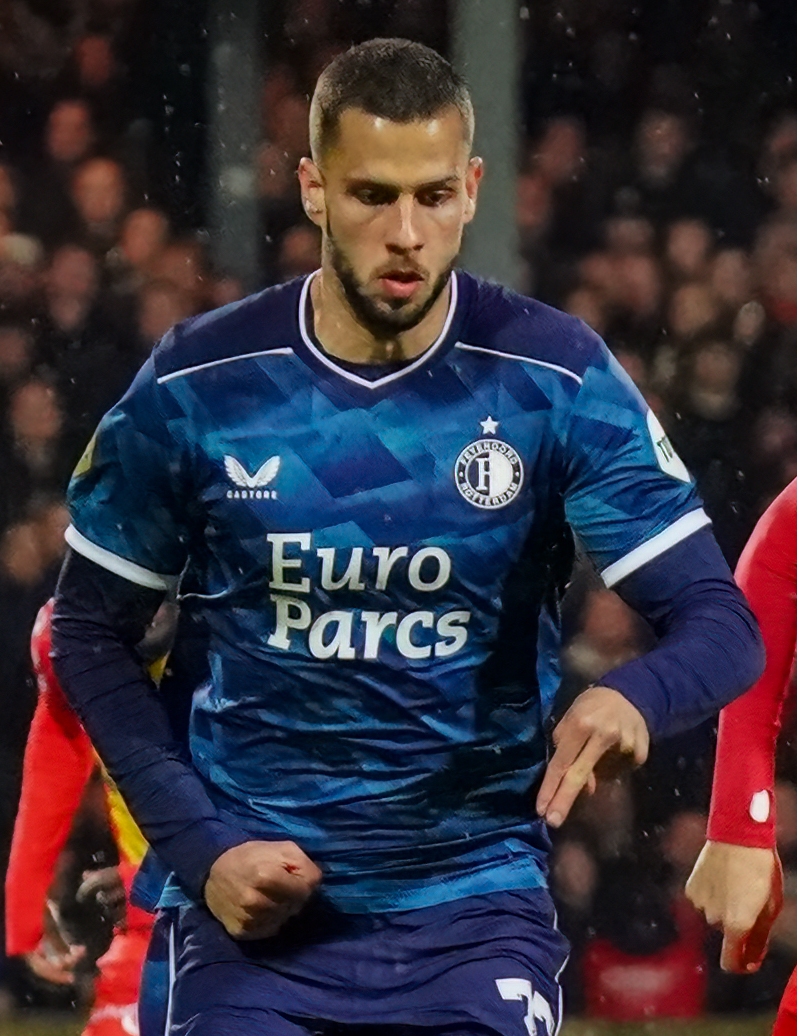
Dávid Hancko (* 1997)

- Hanckwitz, Adolf Ludwig (1808–1869), deutscher Lehrer, Turner und Politiker
- Hanckwitz, Ambrosius Gottfried (1660–1741), deutscher Chemiker

### Hanco
- Hancock, Albany (1806–1873), britischer Zoologe
- Hancock, Barbara (* 1949), US-amerikanische Schauspielerin und Tänzerin
- Hancock, Barry (1938–2013), englischer Fußballspieler
- Hancock, Butch (* 1945), US-amerikanischer Songwriter und Country-Sänger
- Hancock, Clarence E. (1885–1948), US-amerikanischer Politiker
- Hancock, Dave (* 1955), kanadischer Politiker, Premierminister von Alberta
- Hancock, Eleanor, australische Historikerin
- Hancock, Frank E. (1923–1988), US-amerikanischer Anwalt und Politiker
- Hancock, Franklin Wills (1894–1969), US-amerikanischer Politiker
- Hancock, George (1754–1820), amerikanischer Politiker
- Hancock, Graham (* 1950), britischer Journalist und Autor
- Hancock, Greg (* 1970), US-amerikanischer Speedwayfahrer
- Hancock, Gunborg (1912–2024), schwedische Supercentenarian
- Hancock, Herbie (* 1940), US-amerikanischer Jazz-Pianist und KomponistHerbie Hancock (* 1940)

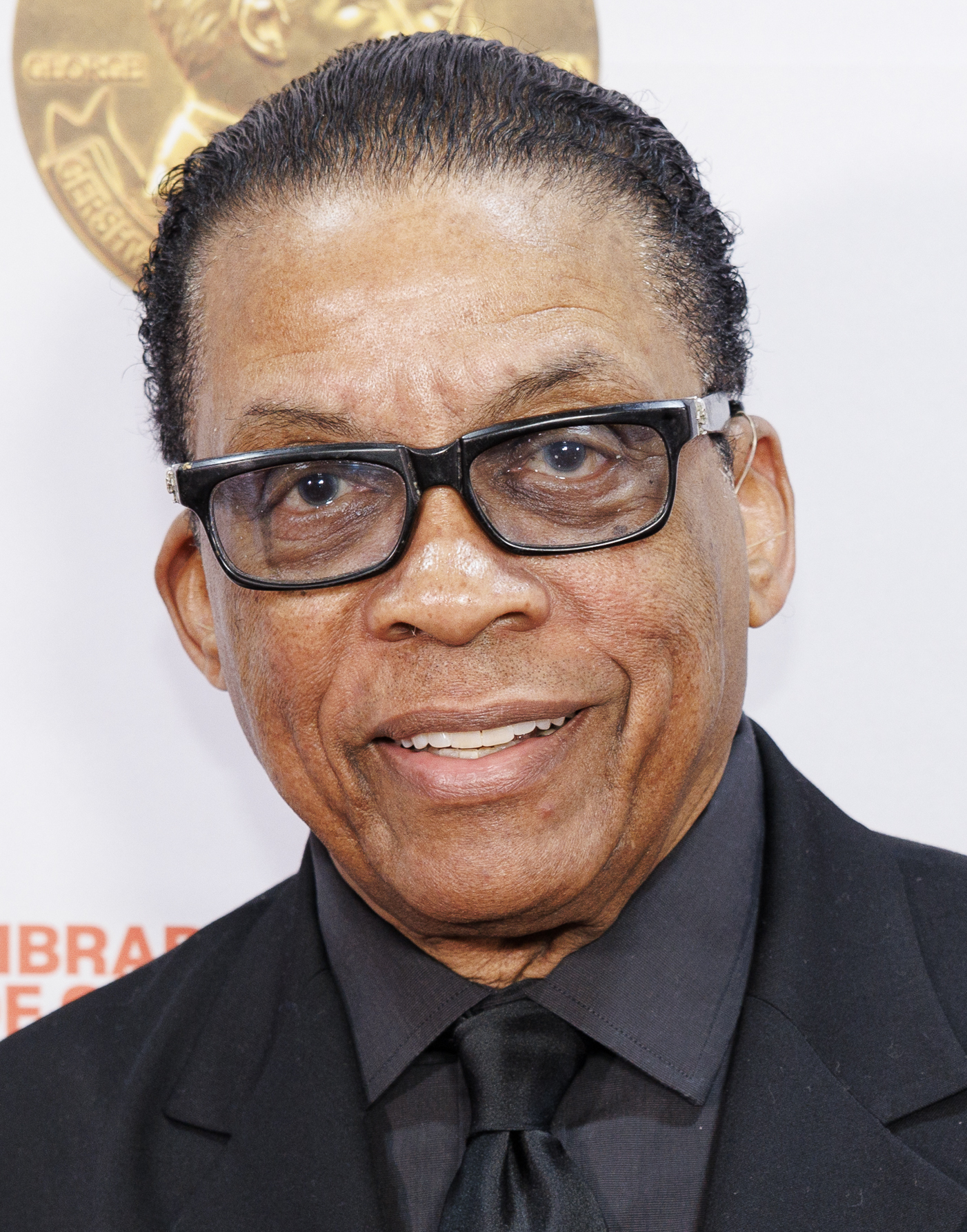
Herbie Hancock (* 1940)

- Hancock, Ian (* 1942), britischer Linguist
- Hancock, James A. (1921–2004), britischer Ornithologe, Naturfotograf, Geschäftsmann und Sachbuchautor
- Hancock, John (1737–1793), britisch-amerikanischer Kaufmann, politischer Führer der Dreizehn Kolonien im Amerikanischen UnabhängigkeitskriegJohn Hancock (1737–1793)

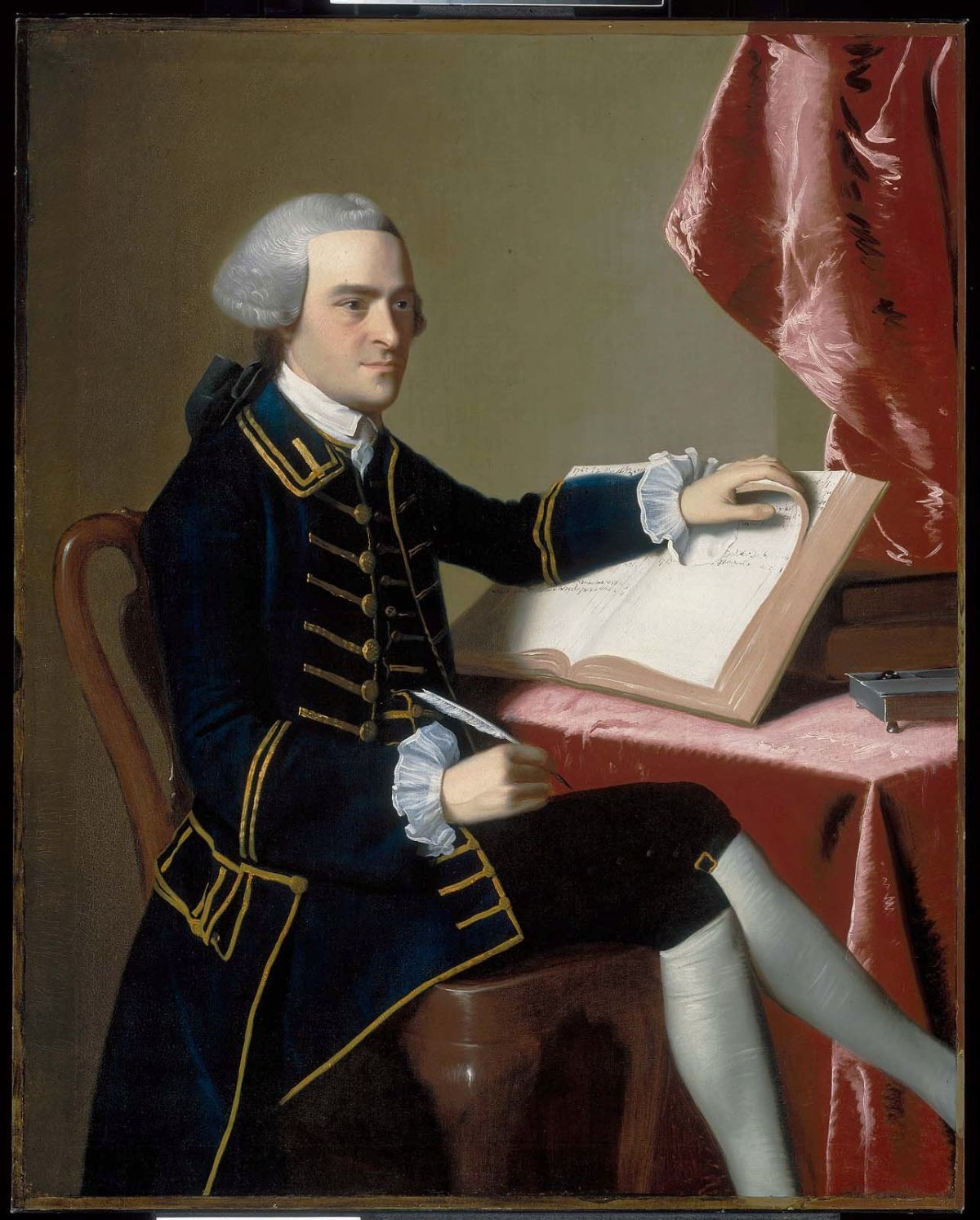
John Hancock (1737–1793)

- Hancock, John (1824–1893), US-amerikanischer Politiker
- Hancock, John (1941–1992), US-amerikanischer Schauspieler
- Hancock, John D. (* 1939), amerikanischer Regisseur
- Hancock, John Lee (* 1956), US-amerikanischer Drehbuchautor, Filmregisseur und Produzent
- Hancock, Jonathan (* 1972), englischer Gedächtnissportler
- Hancock, Joseph (1878–1916), britischer Schiffssteward und Expeditionsteilnehmer
- Hancock, Josh (1978–2007), US-amerikanischer Baseballspieler
- Hancock, Kenneth (1937–2025), englischer Fußballtorhüter
- Hancock, Lang (1909–1992), australischer Eisenerzmagnat
- Hancock, Matt (* 1978), britischer Politiker (Conservative Party) und Gesundheitsminister
- Hancock, Mel (1929–2011), US-amerikanischer Politiker
- Hancock, Michael (* 1969), US-amerikanischer Politiker (Demokratische Partei) und 45. Bürgermeister von Denver
- Hancock, Nathaniel († 1833), US-amerikanischer Porträtminiaturmaler
- Hancock, Ollie (* 1987), britischer Rennfahrer
- Hancock, Peter (* 1955), britischer Theologe; Bischof von Bath und Wells
- Hancock, Prentis (1942–2025), schottischer Schauspieler
- Hancock, Quinn (* 1977), kanadischer Eishockeyspieler
- Hancock, Sam (* 1980), britischer Autorennfahrer
- Hancock, Sheila (* 1933), englische Theater- und Filmschauspielerin sowie Musicaldarstellerin
- Hancock, Theodore E. (1847–1916), US-amerikanischer Jurist und Politiker
- Hancock, Thomas (1786–1865), britischer Erfinder
- Hancock, Tony (1924–1968), britischer Komiker
- Hancock, Vincent (* 1989), US-amerikanischer Sportschütze
- Hancock, Walker (1901–1998), US-amerikanischer Bildhauer
- Hancock, Winfield Scott (1824–1886), US-amerikanischer General
- Hancocks, Johnny (1919–1994), englischer Fußballspieler
- Hancorn, Ben (* 1982), englischer Snookerspieler
- Hancox, Alan (1932–2013), britischer Richter, Chief of Justice in Kenia

### Hancz
- Hanczewski, Karin (* 1981), deutsche SchauspielerinKarin Hanczewski (* 1981)

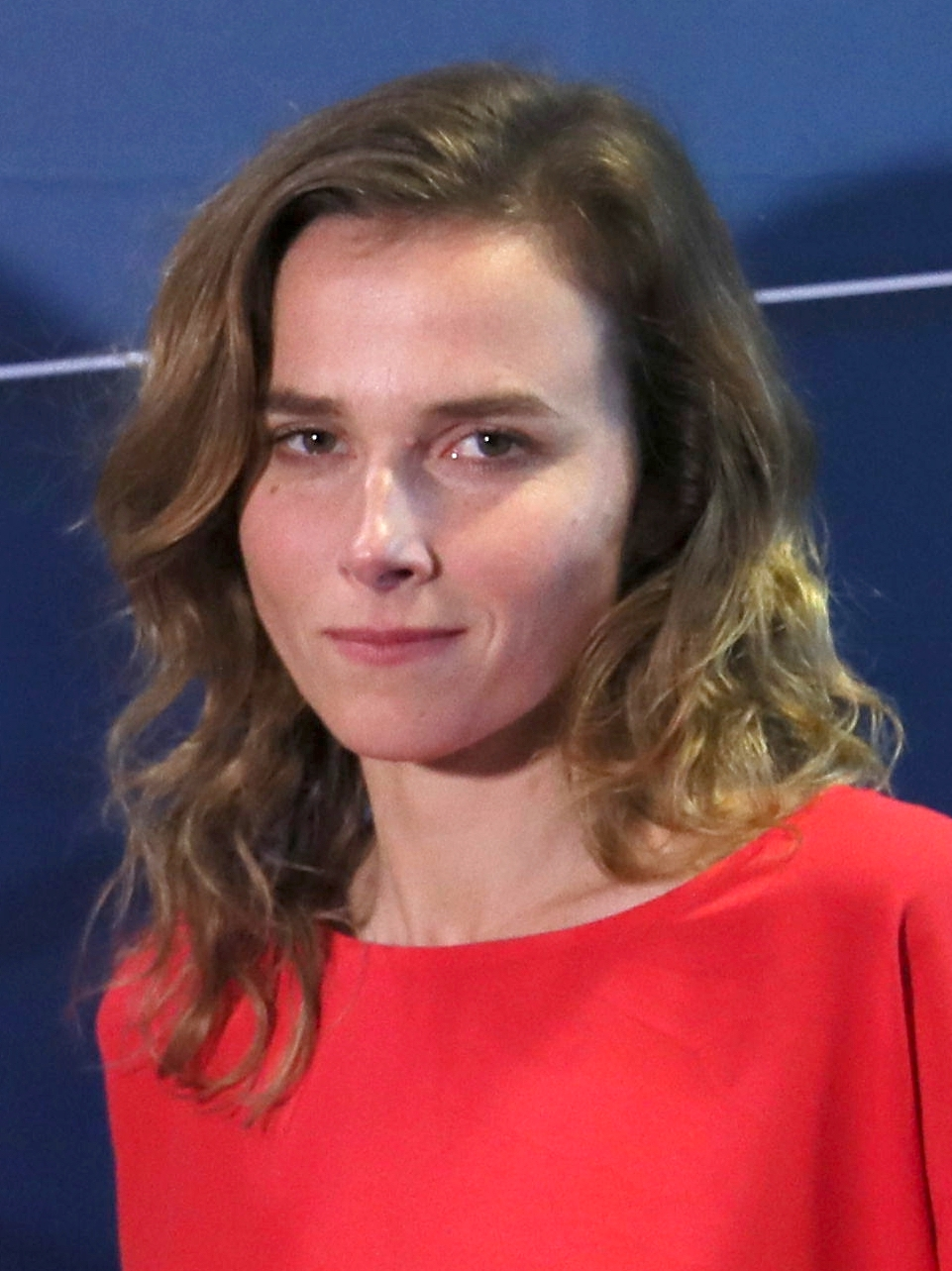
Karin Hanczewski (* 1981)